# Осипова, Елена Андреевна
Елена Андреевна Осипова (род. 11 ноября 1945, Ленинград, РСФСР, СССР) — советская и российская художница. Известна участием в пикетах с политическими плакатами собственной работы.

## Биография
Елена Андреевна Осипова родилась 11 ноября 1945 года в Ленинграде. Мать — участница Великой Отечественной войны, старший сержант медицинской службы, кавалер медали «За боевые заслуги». Отец — врач-рентгенолог. Родители Елены познакомились на фронте. После окончания войны мать комиссовали из армии из-за беременности, в Ленинграде она работала бухгалтером на хлебозаводе, тогда как отец уехал на войну с Японией и в дальнейшем к дочери приезжал только один раз. Дед был художником и умер в блокаду от дистрофии, бабушка после войны работала в охране Русского музея.
В 1962 году со второй попытки поступила на педагогическое отделение Таврического художественного училища, которое окончила в 1967 году. Дипломная работа была выполнена в 1965—1967 годах на тему Большого драматического театра, которым увлекалась с юности, однако в итоге полотно было признано «крамольным» — слишком сюрреалистичным. В дальнейшем четыре раза пыталась продолжить получение высшего образования — два раза пробовала поступить в Академию художеств и по два в Мухинское училище, — но не прошла.
После окончания училища по распределению проработала три года учителем рисования и черчения в сельской школе в Ваганово. Затем перевелась в недавно открывшуюся школу в Металлострое, после работала в вечерней художественной школе на проспекте Культуры, а в дальнейшем — в школе искусств на проспекте Просвещения. Также десять лет проработала в художественной студии при Юсуповском дворце, считая в дальнейшем эти годы наиболее плодотворными для себя как живописца. В 2009 году вышла на пенсию, проработав практически всю жизнь преподавателем живописи в системе художественного образования.

## Творческо-общественная деятельность

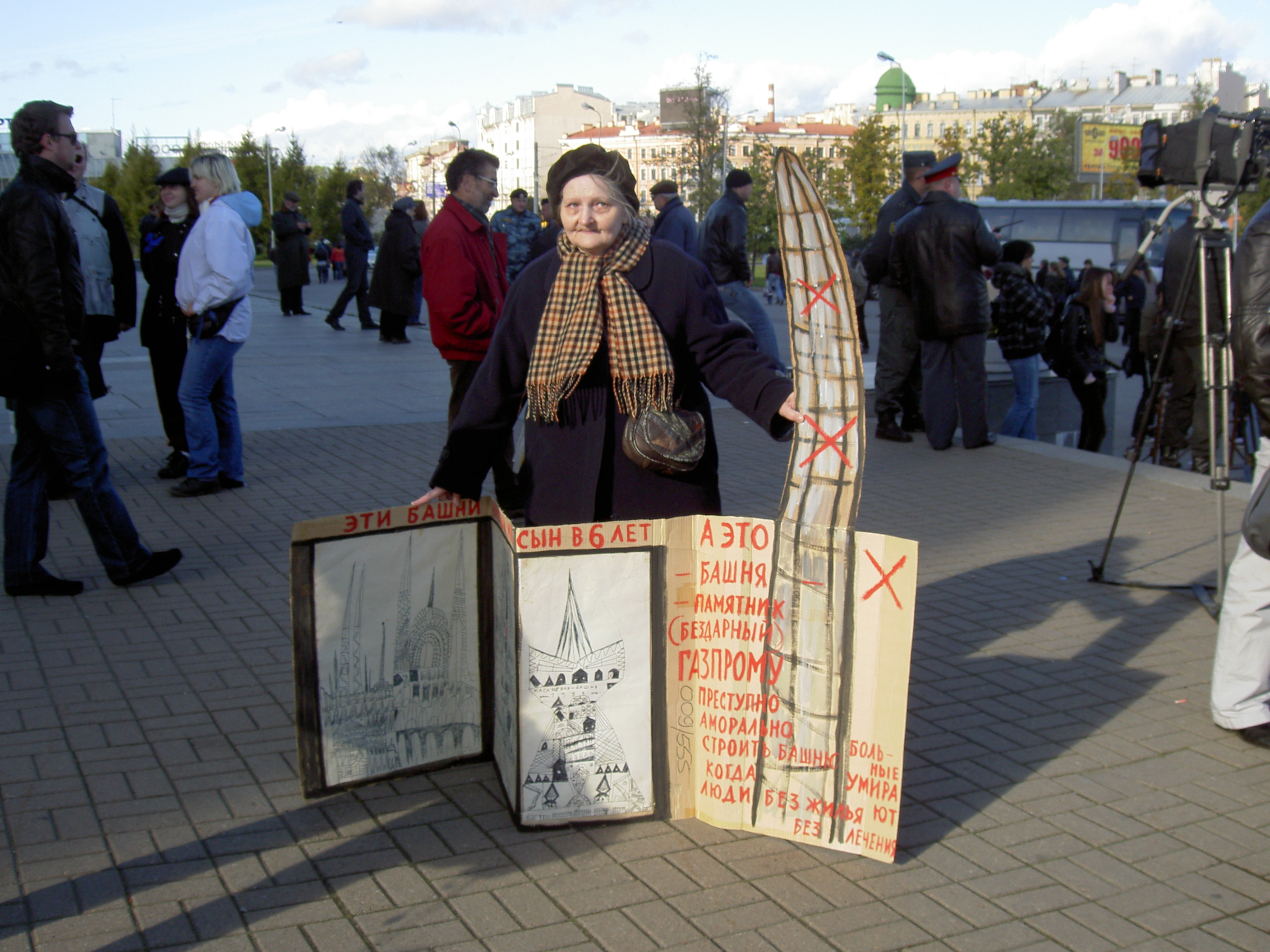
Против Охта-центра, 2009 год

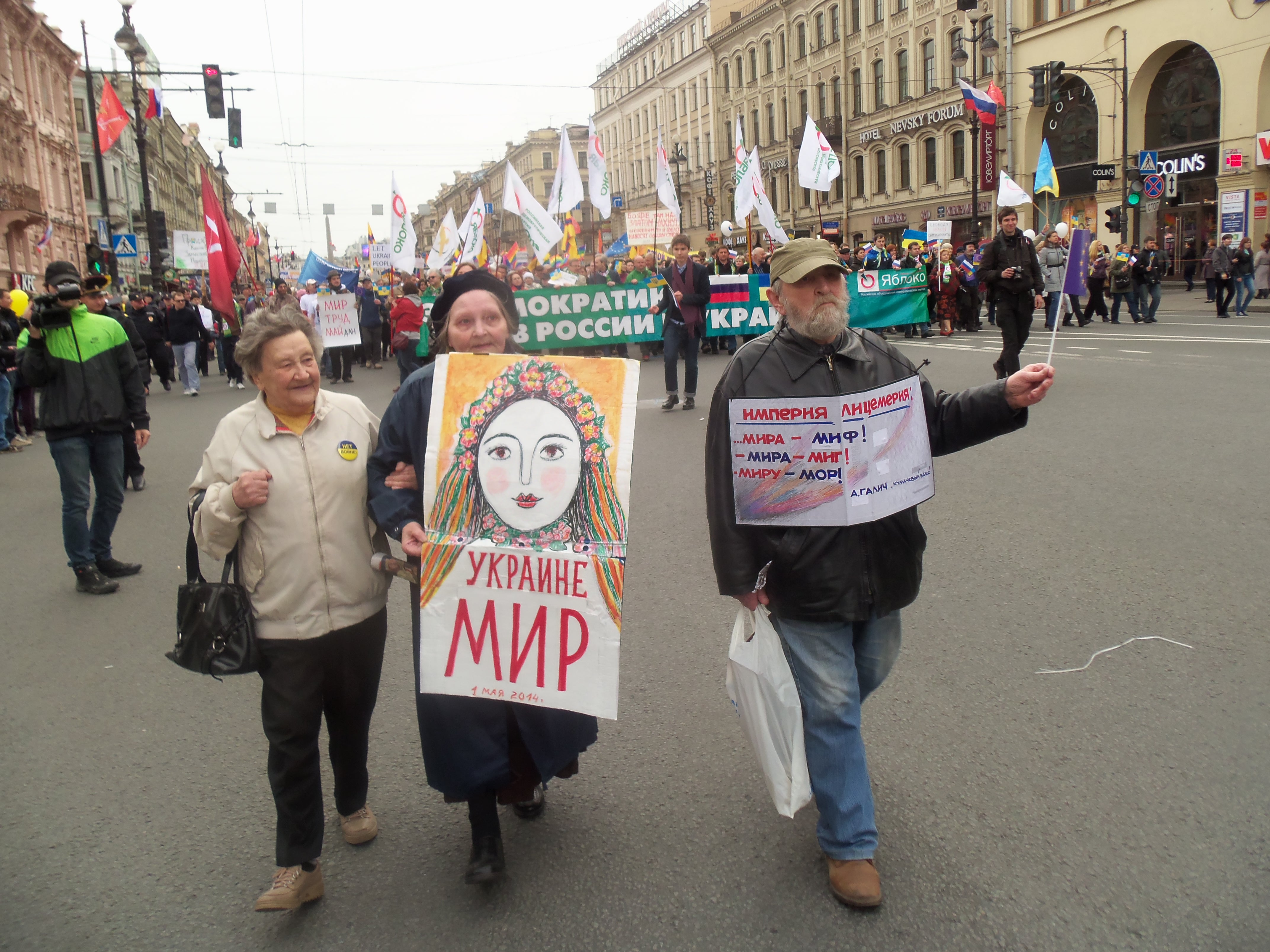
Против войны на Украине, 2014 год

На протяжении почти двадцати лет протестует против политики российских властей. В первый раз с политическим плакатом собственной работы выступила в 2002 году во время второй чеченской войны и после теракта на Дубровке. Написав на листе ватмана фразу «Господин президент, срочно меняйте курс!», Осипова вышла с таким плакатом в пикет к Законодательному собранию Санкт-Петербурга, что в Мариинском дворце на Исаакиевской площади. Тогда её протест остался незамеченным, не было ни поддержки, ни какой-либо реакции в принципе. Однако, с тех пор она стала выходить на улицы с новыми плакатами постоянно, и её деятельность стала заметной для жителей города и полицейских.
Участвует практически во всех протестных акциях с плакатами, обличающими несправедливости и преступления, предупреждающими об опасности и сострадающими чьей-то беде, будь-то стихийные бедствия или нарушения политических свобод. В различные годы Осипова протестовала в связи с терактом в Беслане, против войны в Ираке, в знак сочувствия к депортированным мигрантам, к жертвам терактов в Париже, в защиту фигурантов «Болотного дела», с осуждением участия российских войск в Крыму и на Донбассе, против войны в Сирии, в память Бориса Немцова, против уничтожения санкционных продуктов. Почти на каждой акции Осипову задерживают полицейские, однако затем отвозят домой. В связи с активной гражданской позицией художницу стали называть «Совестью Петербурга», хотя сама она отказывается от такого прозвища.
Некоторые считают меня дурой, другие говорят: деньги зарабатывает. Пусть хоть юродивой называют. Раньше я обижалась, думала не ходить больше. Но потом люди стали подходить и говорить: «Спасибо, что не бросаете, что столько лет ходите, нам это очень нужно». А вообще с «Курска» надо было начинать выходить. Но я еще не была готова».Елена Осипова, 2015 год.

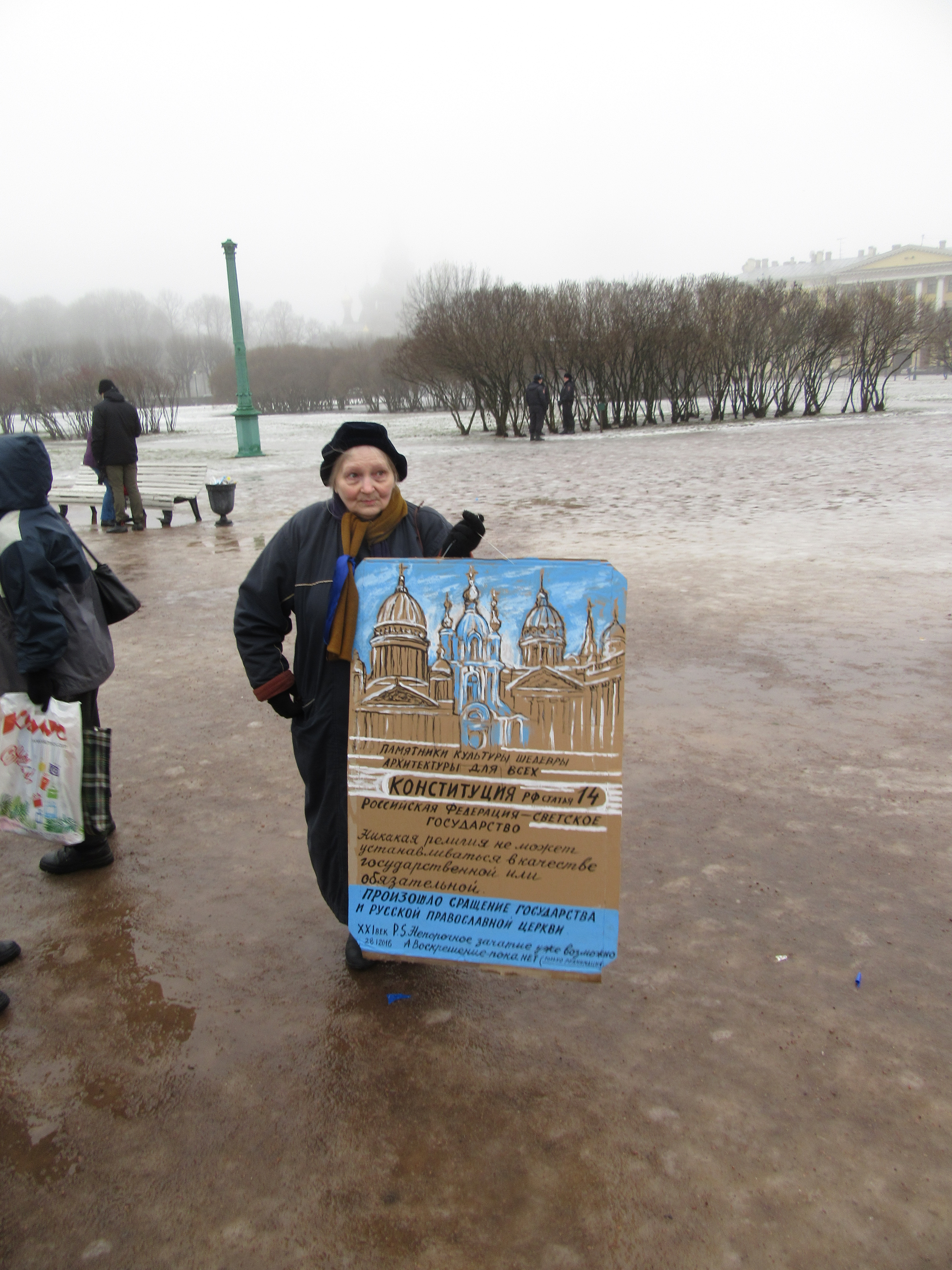
Против передачи Исаакиевского собора в РПЦ, 2017 год

Большой резонанс получила видеозапись с празднований дня Победы в Санкт-Петербурге в 2017 году, когда Осипову, вышедшую с плакатами против войн в Украине и Сирии, всячески оскорбляли и кричали на неё. Собравшиеся прохожие пытались порвать её плакаты, называли пожилую женщину «навальнинским чмом», а её пикет — «жидомасонской провокацией», раздавались также выкрики: «Как вам не стыдно, вы портите нам праздник!», «Давайте мы её убьём!», «Не нравится в России — валите отсюда!». В дальнейшем, в 2022 году, после начала российского вторжения в Украину, неоднократно выходила на улицы с протестом, за что задерживалась и стала известна как «символ российских граждан, борющихся против войны в Украине». 9 мая того же года на Осипову было совершено нападение, у неё отобрали антивоенные плакаты. Пацифистская деятельность дочери участников войны, регулярно протестующей против милитаризма, была замечена в том числе и за рубежом. Так, в том же году Осиповой было присвоено почётное гражданство Милана, которого ранее удостоились Дмитрий Лихачёв и Мстислав Ростропович.

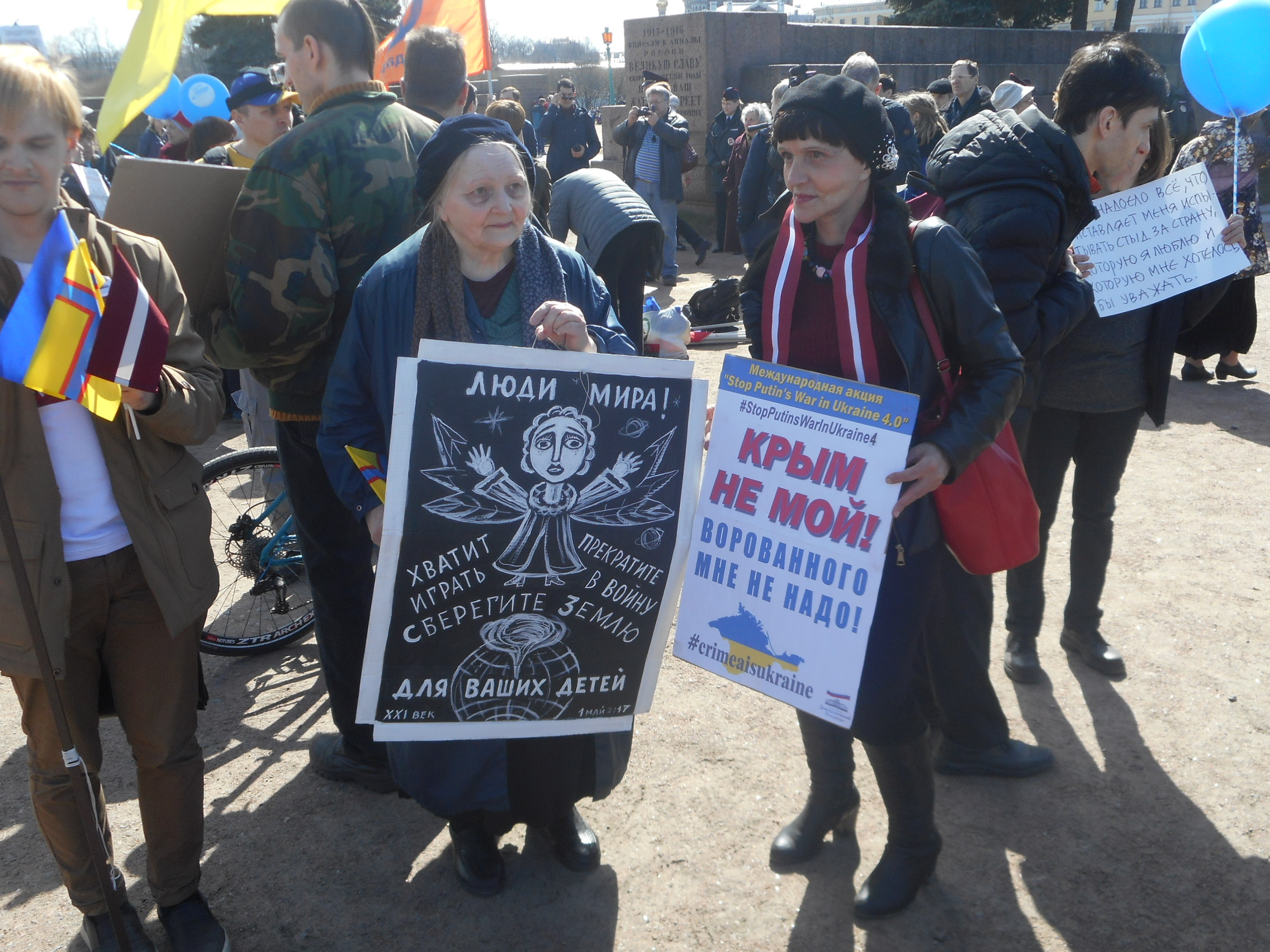
Против ядерного оружия, 2017 год

Политический плакат у Осиповой отличается сатирической направленностью, откликом «на злобу дня», а с художественной стороны близок к примитивизму, условности, берущей начало в фресках Андрея Рублёва и Дионисия. Помимо политических работ, в творчестве Осиповой нередки городские пейзажи, портреты, в том числе детские. Пейзажи художницы, часто выполненные в импрессионистическом стиле, практически всегда наполнены присутствием человека, его отрешённостью от повседневности и наслаждением красотой окружающего мира. Центром всех работ такого рода является Санкт-Петербург, его узнаваемые виды, панорамы и достопримечательности, изображения которых практически транслируют зрителю общее настроение города. Портреты работы Осиповой имеют сходство с тем самым политическим плакатом, однако отличаются от него более значительным акцентом на личной истории человека, его природе, взаимоотношениях и восприятии себя самого, принимая нередко какой-то экзистенциальный вид.
Первая в жизни Осиповой экспозиция её работ состоялась в 2015 году в петербургском офисе «Открытой России». В 2019 году в свет вышел альбом «Стоит художница с плакатом», названный по строчке из стихотворения Михаила Новицкого; в альбоме представлены политико-живописные акции художницы. В 2021 году в музее Анны Ахматовой прошла выставка городских пейзажей Санкт-Петербурга работы Осиповой, приуроченная к 75-летию художницы. В январе 2023 года выставка политического плаката Осиповой открылась в отделении партии «Яблоко» на Шпалерной улице в Санкт-Петербурге, однако уже на следующий день работы были конфискованы полицией, а затем отправлены на психолого-лингвистическую экспертизу по уголовной статье о «фейках» против российской армии. Сама Осипова тогда отмечала, что «когда что-то страшное происходит в России, о чём нельзя молчать, то непонятно откуда берутся силы», выразив свою надежду дожить до того момента, когда Путин покается за развязывание войны. В феврале 2024 года Осипова вышла на площадь Островского с плакатом памяти Алексея Навального и призывом «Остановите операции Путина», после чего была задержана полицией, которая отвезла художницу домой.

## Награды
- Звание «Почётный гражданин Милана» (2022) — «в знак солидарности и близости города Милана к женщине, которая является символом для граждан России, борющихся за мир и против войны в Украине»[33].

## Личная жизнь
Находилась в фактическом браке с художником Геннадием Гарвардтом, который скоропостижно скончался во время поездки в Швецию. Сын Иван (1981—2009), трудился работником сцены в театре Ленсовета, в театре Комиссаржевской, в «Балтийском доме». Скончался в 2009 году в возрасте 28 лет от туберкулёза, ставшего последствием злоупотребления наркотиками. С этим в дальнейшем связывала свой уход из преподавания, отмечая следующее: «Детям нужно улыбаться, а после смерти единственного сына я не могла». Внучка — Полина (род. 2003).
Осипова живёт одна в коммунальной квартире на Фурштатской улице, где вторая комната отведена под хранилище работ. Получает пенсию в размере 6 тысяч в месяц, ввиду чего штрафы после уличных задержаний ей уже не назначают, так как платить по ним не из чего. Свои работы, в том числе политические плакаты, продавать отказывается, как и принимать денежную помощь в принципе, чтобы её не сочли торгующей своими убеждениями. В 2023 году перенесла инсульт, после чего возобновила свою деятельность, выйдя в день России на пикет.

### Интервью
- Совесть Петербурга. Как живет художница Елена Осипова? (Youtube-канал Василия Полонского; 23 апреля 2022)
- Художники протеста: кого судят по новой уголовной статье о дискредитации армии (Youtube-канал «Осторожно, Собчак»; 20 мая 2022)
- «То, что оставляем мы детям – это страшно». Художница из Петербурга Елена Осипова в «Очевидцах» (Youtube-канал TV2media; 27 февраля 2023)